# Лосано, Лилиана
Лилиа́на Андре́а Лоса́но Гарсо́н (исп. Liliana Andrea Lozano Garzón; 1978, Гуатавита, Колумбия — 10 января 2009, Прадера, Колумбия) — колумбийская актриса, фотомодель и телеведущая.

## Биография и карьера
Лилиана Андреа Лосано Гарсон родилась в 1978 году в Гуатавите (Колумбия) в семье Луиза Карлоса Лосано и Доры Гарсон.
В 1994 году Лилиана победила на конкурсе «Королева Бамбуко» и получила национальный титул королевы красоты на ежегодном карнавале в Колумбии в 1995 году. Тогда же она начала карьеру на телевидении: работала телеведущей игрового шоу.
Начиная с 2003 года Лилиана снималась в кино, всего сыграла в 7 телесериалах.

## Личная жизнь и смерть
Лосаньо призналась, что имела романтические отношения с футболистом Фаустино Асприлья, а в 2006 году она начала встречаться с наркоторговцем Леонидасом Варгасом (1949—2009), отношения с которыми окончились для неё трагически.
8 января 2009 года Леонидас был расстрелян в больничной палате. По предположениям полиции его убили два профессиональных киллера.
10 января были расстреляны Лилиана и Фабио Варгас, брат Леонидаса. Их полуголые тела со связанными конечностями были найдены в канаве неподалёку от прадерского отеля. Полиция пришла к выводу, что Лосано и Варгас подверглись пыткам в этом самом отеле, а позже были убиты. Также было сообщено, что они, вероятно, были убиты наркоторговцами из мести к Леонидасу, так как они хотели завладеть его бизнесом, но безуспешно.

## Статус уголовного дела в настоящее время
Власти предложили большое вознаграждение тем, кто предоставит информацию о преступниках, убивших Лилиану и братьев Варгас, но в итоге это убийство так и осталось нераскрытым.

## Фильмография
| Год  |   | Русское название            | Оригинальное название  | Роль                     |
| ---- | - | --------------------------- | ---------------------- | ------------------------ |
| 2003 | с | Тайная страсть              | Pasión de gavilanes    | Надежда № 1              |
| 2004 | с | Любовь моя любовь           | Amor de mis amores     | имя персонажа неизвестно |
| 2008 | с | Здесь нет ни одного в живых | Aquí no hay quien viva | имя персонажа неизвестно |
| 2008 | с | Дама из Трои                | La Dama de Troya       | Карменитиа               |
| 2008 | с | Семья Чеверони              | La Familia Cheveroni   | Карен                    |
| 2008 | с | Анонимные неверные          | Infieles anónimos      | Мэри Тер Рестрепо        |